# Technip
Technip was een Frans bedrijf dat projectmanagement, engineering en bouw voor de energie-industrie levert. Het was actief in 48 landen en stond genoteerd aan Euronext. Het werd in 1958 opgericht door Institut Français du Pétrole. In 2001 nam Technip Coflexip Stena Offshore (CSO) over en in 2011 Global Industries. In 2017 fuseerde het met FMC Technologies tot TechnipFMC.